# Vilassar de Mar (ort)
Vilassar de Mar är en ort i Spanien.   Den ligger i provinsen Província de Barcelona och regionen Katalonien, i den östra delen av landet, 500 km öster om huvudstaden Madrid. Vilassar de Mar ligger 19 meter över havet och antalet invånare är 19 482.
Terrängen runt Vilassar de Mar är kuperad åt nordväst, men åt sydväst är den platt. Havet är nära Vilassar de Mar åt sydost.  Närmaste större samhälle är Mataró, 6,0 km nordost om Vilassar de Mar. 